# Leokrycja
Leokrycja – imię żeńskie pochodzenia greckiego, oznaczające „ukoronowana”, „królowa”. Patronką tego imienia jest św. Leokrycja z Kordowy.
Leokrycja imieniny obchodzi 15 marca.